# Benito Jiménez de Cisneros
Benito Jiménez de Cisneros fue un arquitecto del siglo XVI. Es famoso por haber realizado la Casa de Cisneros (dicho edificio se encuentra en la Plaza de la Villa, número 4. Realizada en 1537) fue sobrino de cardenal Francisco Jiménez de Cisneros, confesor de la reina Isabel la Católica. En Madrid, tuvo a su servicio a Pedro Ruiz de Alcaraz, místico alumbrado. Benito construyó la casa al fallecer su poderoso tío. Además, fue el fundador del mayorazgo Cisneros con propiedades en Ávila, Talavera y Uceda. No pudo ver concluida su obra. Fue su hijo quien la terminó y heredó.